# Calcedònia
|  | Per a altres significats, vegeu «calcedònia (mineral)». |

Calcedònia (en llatí Chalcedon, en grec antic Χαλκηδών) era una ciutat de Bitínia a l'entrada del Pont Euxí, i l'altre costat de Bizanci, tal com diu Esteve de Bizanci. Va ser fundada per Mègara com a colònia l'any 685 aC, segons Tucídides. La part asiàtica del Bòsfor pertanyia a la ciutat. Hi va néixer el filòsof Xenòcrates.
Plini el Vell diu que la distància entre Calcedònia i Bizanci era de 7 estadis, però en un altre lloc diu que era d'una milla romana, que equival a 8 estadis. Polibi diu que la distància entre les dues ciutats era de 14 estadis, distància més propera a la real. Vora la ciutat hi havia l'antic lloc de Crisòpolis, que realment estava situada a l'entrada del Bòsfor. Segons Heròdot, el sàtrapa Megabazos considerava que Bizanci tenia millor posició estratègica que Calcedònia, i que no entenia perquè els calcedonis no s'havien instal·lat a l'altre costat de l'estret, si havien fundat la ciutat disset anys abans que la fundació de Bizanci. Plini el Vell i Tàcit diuen que a Calcedònia se l'anomenava la «ciutat dels cecs», perquè no havien vist la bona posició que tenia Bizanci. Estrabó explica una història de quan es va fundar Bizanci. Diu que Apol·lo va aconsellar als seus fundadors que triessin un lloc situat a la part oposada als cecs, i van escollir l'altra banda de l'estret, davant de Calcedònia.
La ciutat era un port comercial d'importància i tenia molts temples. Un d'Apol·lo, amb un oracle. Estrabó calculava les distàncies al llarg de la costa de calcedònia a partir d'un temple que anomena Santuari calcedoni, que segurament estava dedicat als dotze Olímpics, i afegeix que vora el temple hi havia una font on es criaven petits cocodrils.
Calcedònia va ser ocupada pel general persa Otanes durant l'expedició de Darios el Gran de Pèrsia a Tràcia. Quan els perses van haver dominat la revolta Jònica, els calcedonis van haver d'abandonar la ciutat i van fundar Mesèmbria. A Calcedònia es va iniciar el pont de barques que els perses van construir al començament de les Guerres mèdiques per invadir Grècia. Durant la Guerra del Peloponès van acollir Làmac quan una gran tempesta va destruir les seves naus l'any 424 aC un dels estrategs de la Lliga de Delos. Però deurien canviar de bàndol, ja que una mica més tard tenien un harmost i una guarnició espartana, segons diu Plutarc. En el moment del retorn de l'Expedició dels deu mil segons sembla estava en mans dels lacedemonis, diu Xenofont.
Va passar a dependre de Bitínia al segle iii aC i va seguir la sort d'aquest regne entrant en poder de Roma com a ciutat federada pel testament de Nicomedes IV Filopàtor, que havia mort sense fills i va deixar el seu regne als romans. Quan Mitridates VI Eupator del Pont va ocupar Bitínia, els romans es van fer forts a Calcedònia, però Mitridates la va ocupar, va remolcar les seixanta naus que hi havia al port després de cremar-ne quatre, va enderrocar les muralles i durant l'assalt van morir tres mil romans l'any 74 aC, segons Apià.
Sota l'Imperi Romà, Calcedònia era una ciutat lliure. La seva situació va donar lloc a que quan l'Imperi Romà va entrar en decadència, fos atacada per bàrbars als que Zòsim anomena escites, en temps de Valerià I i Galiè. Justinià I la va reconstruir i va ser seu d'un bisbe. L'any 451 va ser la seu del Concili de Calcedònia. Còsroes II, emperador sassànida, la va ocupar l'any 616, i la va mantenir sota poder sassànida durant més de 10 anys, a la vista dels emperadors de Constantinoble.
Calcedònia es va mantenir encara fins que els otomans, la van ocupar l'any 1350 i la van destruir. Les seves pedres van servir per aixecar mesquites i minarets a Constantinoble.